# Lin Sheng
Lin Sheng (n. 5 ianuarie 1994, Fuzhou, Republica Populară Chineză) este o scrimeră chineză, medaliată olimpică. A participat la o ediție a Jocurilor Olimpice (2020) în care a câștigat o medalie de aur.